# Kečka (Wielka Fatra)
Kečka (1139 m) – szczyt w Wielkiej Fatrze na Słowacji. Znajduje się w południowo-zachodnim grzbiecie szczytu Jarabiná, oddzielony od niego przełęczą Sedlo pod Kečkou. Północno-wschodnie stoki Kečki opadają do Kantorskiej doliny, południowo-zachodnie do Hornojasenskiej doliny.
Kečka jest porośnięta lasem, ale na jej północno-zachodnich i południowo-zachodnich zboczach jest duża hala pasterska. Są z niej ograniczone widoki. Aż do dolnej części hali dociera dobra droga leśna. Na hali jest domek letniskowy, przerobiony z dawnego szałasu pasterskiego. Kečka znajduje się poza obszarem Parku Narodowego Wielka Fatra.

## Turystyka
Przez szczyt Kečki i jej halę prowadzi znakowany szlak turystyki pieszej.
  Sklabiňa – Sklabinská dolina – Medzy mníchmi – Na jame – Mažiarky – Tisové – Končitý vrch – Kečka – Sedlo pod Kečkou – Jarabiná. Odległość 11,9 km, suma podejść 1014 m, suma zejść 180 m, czas przejścia 4:15 h, z powrotem 3:35 h

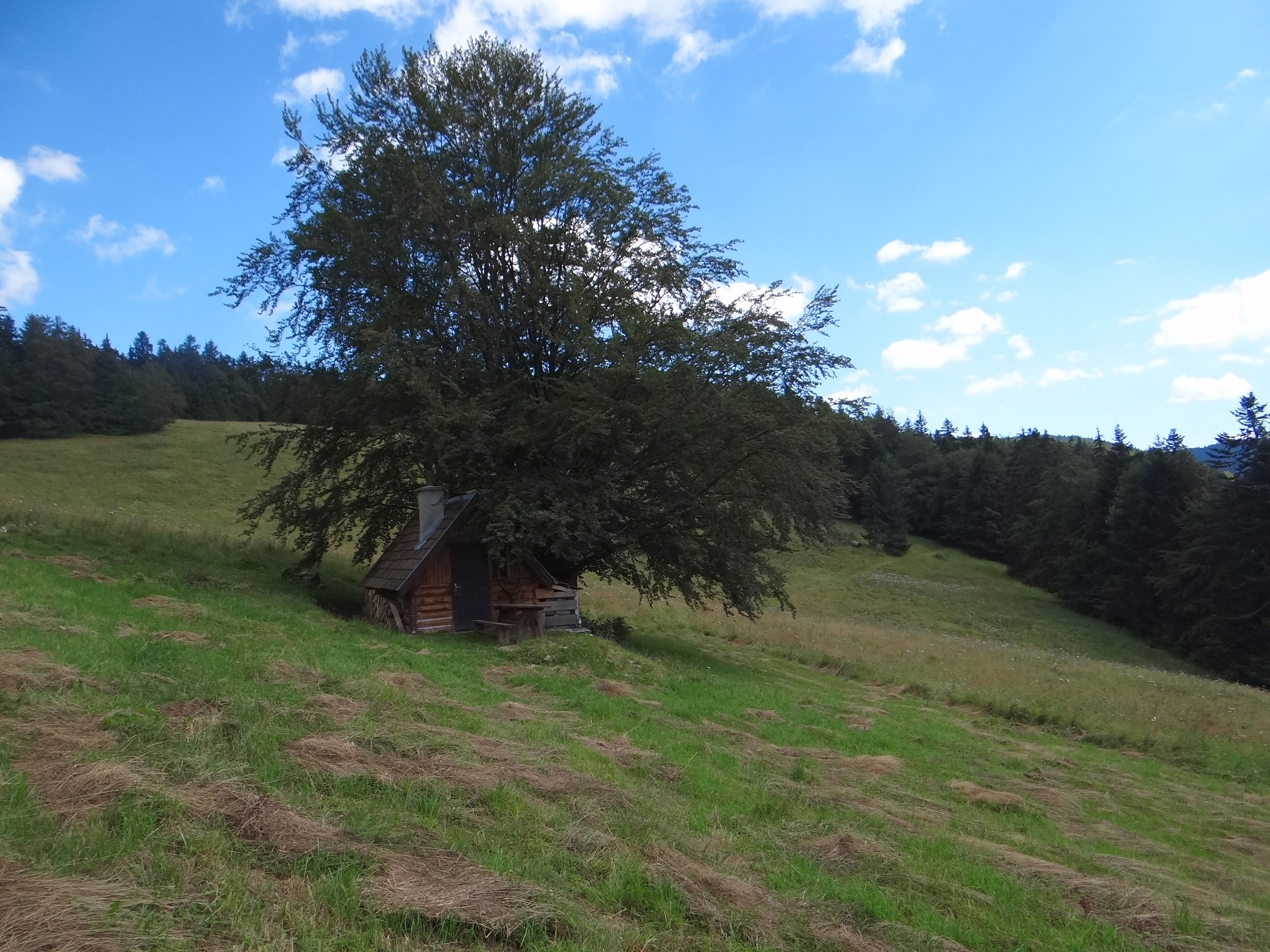
Podszczytowa hala z domkiem letniskowym
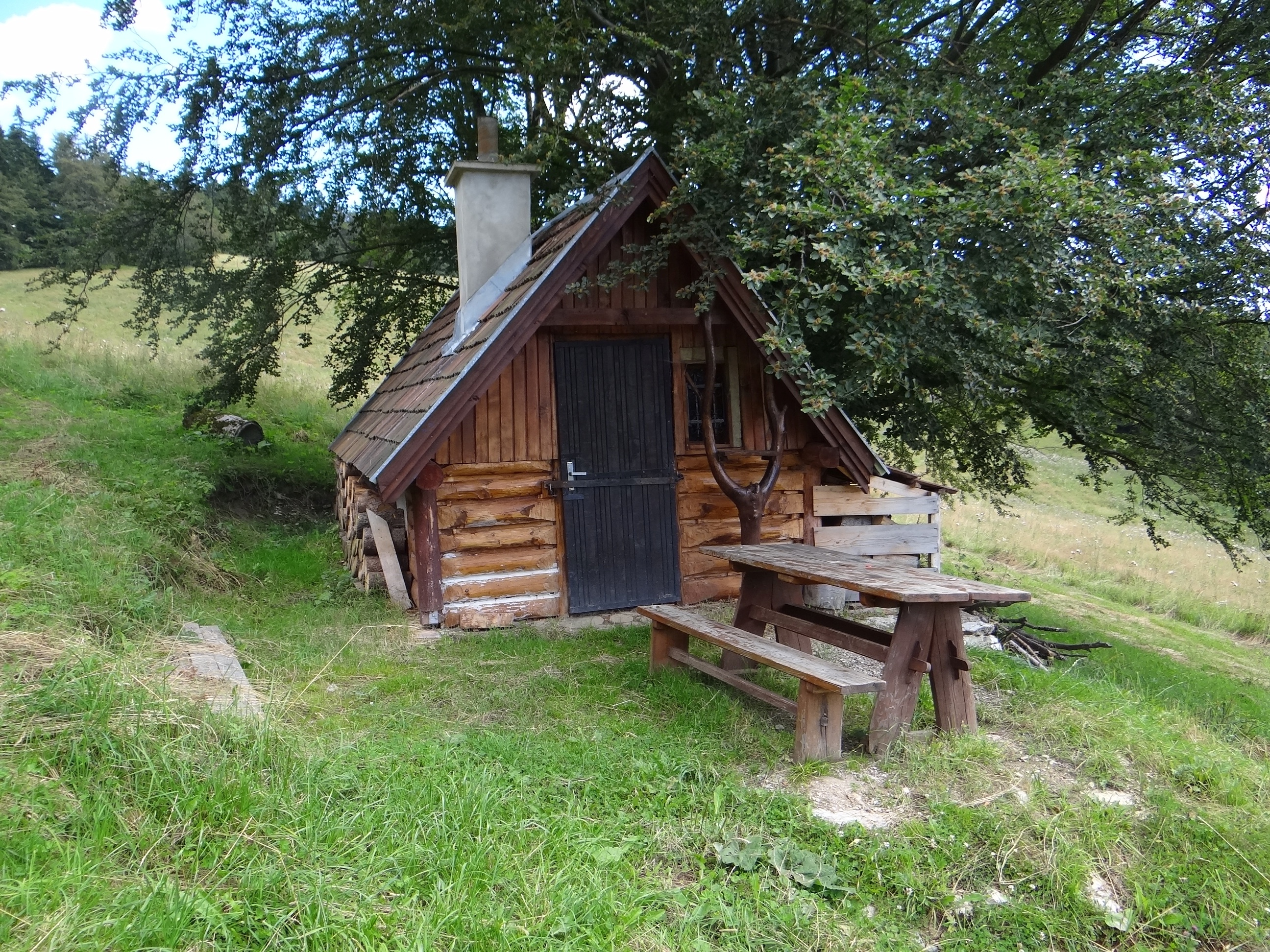
Domek letniskowy
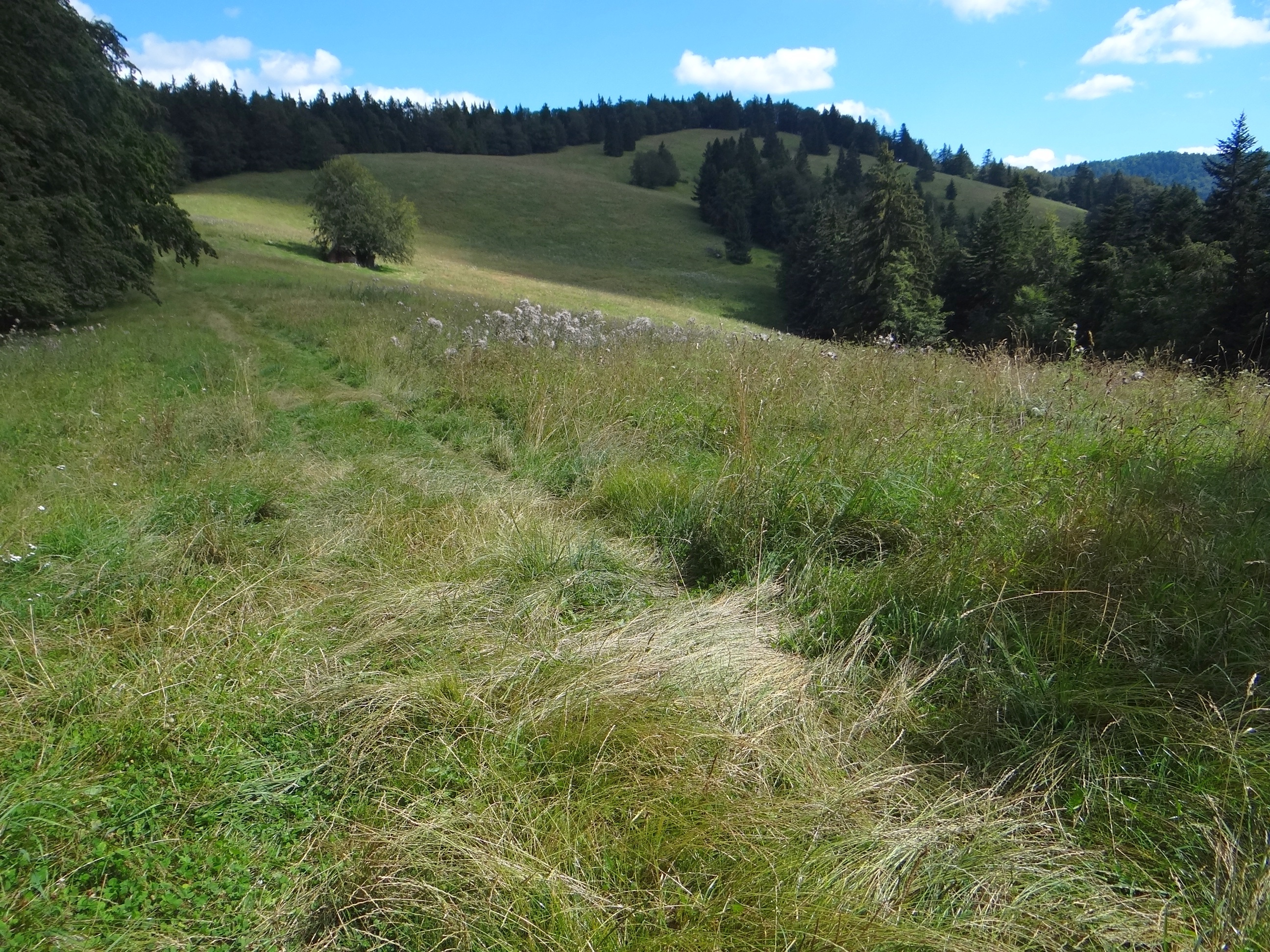
Kečka i jej hala
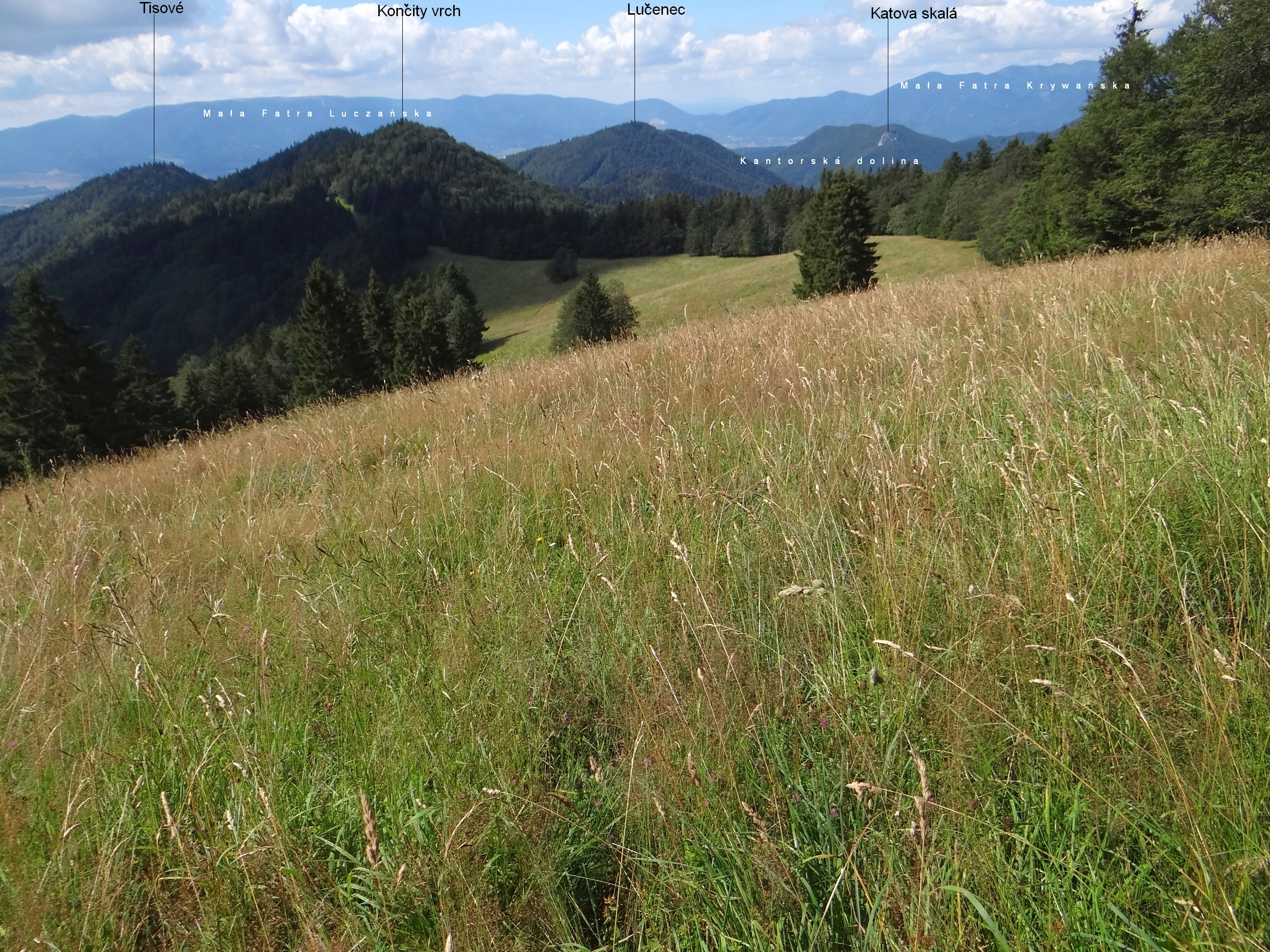
Widok spod szczytu Kečki